# ناظم کیزایبی
ناظم کیزایبی (قزاقی: Назым Абайқызы Қызайбай؛ زادهٔ ۱۴ سپتامبر ۱۹۹۳) بوکسور زن اهل قزاقستان است.
وی در مسابقات کشوری و بین‌المللی در مجموع برندهٔ ۳ مدال طلا، ۳ مدال برنز شده است.